# Yevgueni Beloúsov (piloto de luge)
Yevgueni Vladímirovich Beloúsov (en ruso: Евгений Владимирович Белоусов; Moscú, URSS, 26 de mayo de 1962-12 de diciembre de 2023) fue un deportista soviético que compitió en luge en la modalidad doble.
Participó en dos Juegos Olímpicos de Invierno, obteniendo una medalla de plata en Sarajevo 1984, en la prueba doble (junto con Alexandr Beliakov), y el séptimo lugar en Calgary 1988.
Ganó una medalla de bronce en el Campeonato Mundial de Luge de 1989 y dos medallas en el Campeonato Europeo de Luge, oro en 1986 y bronce en 1988.
Se retiró de la competición en 1989. Posteriormente, trabajó como entrenador de la selección rusa de luge.

## Palmarés internacional
| Juegos Olímpicos   | Juegos Olímpicos      | Juegos Olímpicos  | Juegos Olímpicos |
| Año                | Lugar                 | Medalla           | Prueba           |
| ------------------ | --------------------- | ----------------- | ---------------- |
| 1984               | Sarajevo (Yugoslavia) | Medalla de plata  | Doble            |
| Campeonato Mundial |                       |                   |                  |
| Año                | Lugar                 | Medalla           | Prueba           |
| 1989               | Winterberg (RFA)      | Medalla de bronce | Equipo           |
| Campeonato Europeo |                       |                   |                  |
| Año                | Lugar                 | Medalla           | Prueba           |
| 1986               | Hammarstrand (Suecia) | Medalla de oro    | Doble            |
| 1988               | Königssee (RFA)       | Medalla de bronce | Doble            |